# Tost Gyula (alezredes)
Tost Gyula (1903. május 9. — Budapest, 1944. október 16.), Tost László fia, repülő alezredes, Horthy Miklós kormányzó szárnysegédje, Ambrózy Gyula mellett a Kiugrási Iroda vezetője.

## Életpályája
Tost Gyula Budapesten született 1903. május 9.-én. Tiszti pályára vágyott, ám nem a csehszlovák hadseregben. Ezért Magyarországon folytatta tanulmányait. A kassai premontrei gimnázium után a hadapródiskola növendéke volt, katonai reáliskolában érettségizett. Anyanyelvi szinten beszélt németül, ám jól tudott angolul, olaszul és franciául. Ez tette alkalmassá későbbi tragikusnak bizonyuló küldetésének ellátásához.
1926 karácsonyán elhatározta, hogy hazautazik Kassára, azonban közben letartóztatták, három hónapot töltött fogdában, végül szabadult, s húsvét előtt néhány napot családja körében tölthetett.
1936-ban az olasz-abesszin háborúban megfigyelőként vett részt. Később a kormányzó idősebb fiának barátja, 1940 februárjában pedig Horthy szárnysegédje, egyben bizalmasa is lett.
Horthy Istvánné Edelsheim Gyulai Ilona, akivel Tost Gyula az utolsó karácsonyát töltötte, így emlékezett rá:
"Gyula, a férjem, István barátja volt, még a repülő közösségben ismerték meg egymást. Kiváló baráti kapcsolat alakult ki közöttük. Apósom bizalmát is élvezte, így adódott, hogy ennek folytán nevezte ki szárnysegédjének. Érthetően, mint bizalmi embert a kiugrás tervezésébe is belevettük, abban aktív szerepet vállalt. Családtagként kezeltük. Úgy családi mint a politikai titkainkba beavattuk. Amikor Mikit Otto Skorzeny elrabolta, a további teendőink megbeszélésénél ő is ott volt. Tudtuk a mi nyakunkon itt vannak a nácik, leghírhedtebb katonájukkal Skorzeny, SS alezredessel az élen. Tudatában voltunk nincs segítség! Megelőzően Náday tábornok vezetésével hiába küldtük a fogságunkban lévő angolszász alezredest az angolszászokhoz, éppúgy mint Dálnoki Miklóst az oroszokhoz, még a segítség ígéretét sem kaptuk meg egyik hatalomtól sem!"
Tost Gyula a kiugrási kísérlet kudarca után, a nyilas puccs másnapján öngyilkosságot követett el, mert "félt, hogy a rábízott titkot a kínzások folyamán nem tudja megtartani."